# Mairie de Roberval
La mairie de Roberval est le siège du conseil municipal de la ville de Roberval au Québec (Canada). Elle a été désignée lieu historique national du Canada en 1984 et a été citée monument historique en 2009.

## Histoire
La municipalité de Roberval est créée en 1859 à la suite de la scission de la municipalité de Lac-Saint-Jean créée deux ans plus tôt en deux municipalités. Le village de Roberval se détache de la municipalité en 1884 et obtiendra son statut de ville en 1906. La jeune ville se fait ériger un hôtel de ville en granite rose en 1909, mais elle le vend aussitôt construit. Cet édifice a servi à divers services gouvernementaux, dont de palais de justice et de prison. 
En 1927, le conseil de ville décide de se faire construire un bâtiment distinct pour ses besoins. Il est construit selon les plans de l'architecte Charles Lafond. Outre son utilisation pour le conseil de ville et l'administration de la ville de Roberval, il fut utilisé à plusieurs autres fins. La grande salle a été utilisée comme salle de cinéma entre 1930 et 1945. Entre 1952 et 1967, un magasin général qui est le seul commerce autorisé à vendre de la bière dans la municipalité, le « Comptoir Roberval Inc. » loue une partie du rez-de-chaussée, niveau qui avait aussi un logement loué par le chef de la police de Roberval et sa famille durant quelques années. 
Durant les années 1960, le conseil municipal, qui avait besoin de locaux plus grands, hésite entre la construction d'un nouvel hôtel de ville ou la rénovation de l'existant. Elle fait démolir le grand escalier central qui menait au second étage et le remplace par un balcon au cours de 1967. 
La mairie est désignée lieu historique national du Canada le 23 novembre 1984. La brique a entièrement été refaite et les fenêtres restaurées au cours de 1990. La ville de Roberval le cite monument historique le 21 septembre 2009.